# James Nyang Chiengjiek
James Nyang Chiengjiek (Bentiu, 2 de marzo de 1992) es un atleta de pista y campo de Sudán del Sur, que vive como refugiado y se entrena en Kenia.

## Vida personal
En 1999, su padre, que era soldado, fue asesinado en la segunda guerra civil sudanesa. A la edad de 13 años, salió de Sudán del Sur y escapó a Kenia como refugiado para evitar ser reclutado por los rebeldes como un niño soldado. En 2002, terminó en el campo de refugiados de Kakuma. El Alto Comisionado de las Naciones Unidas para los Refugiados (ACNUR) le otorgó oficialmente el estatus de refugiado en diciembre de 2014.

## Carrera deportiva
Comenzó a correr mientras asistía a la escuela en Kenia; uniéndose a un grupo de niños mayores de una aldea conocida por sus corredores de larga distancia que entrenaban para eventos. A menudo tuvo que entrenar sin zapatos, lo que le provocó lesiones frecuentes.
En 2013 fue seleccionado para unirse a un grupo de atletas en la Fundación Tegla Loroupe, un programa de apoyo para refugiados del campamento de Kakuma dirigido por la ex poseedora del récord mundial de maratón Tegla Loroupe, en la capital keniata, Nairobi. El Comité Olímpico Internacional (COI) identificó a estos atletas con potencial para competir en los Juegos Olímpicos de verano de 2016.

### Río de Janeiro 2016
Representó al Equipo Olímpico de Atletas Refugiados, que compitió bajo la bandera olímpica en los Juegos Olímpicos de Río de Janeiro 2016 (Brasil). Tras ser seleccionado por el COI y el ACNUR, compitió en el evento de 400 metros, quedando en el último lugar de su ronda.